# Elisedd ap Gwylog
Elisedd ap Gwylog, conosciuto anche come Elise (... – 755 circa) regnò sul Powys (nel Galles orientale).
Poco si conosce di questo discendente di Brochwel Ysgithrog. Sembra aver reclamato il territorio del Powys, che era stato invaso dagli angli. Il suo pronipote, Cyngen ap Cadell, eresse una colonna in sua memoria, che sarebbe quella che si trova non lontano dall'abazia della Valle Crucis, su cui campeggia l'iscrizione Pillar di Eliseg (dove la forma Eliseg apparirebbe come un errore del lapicida). Su una parte dell'iscrizione, difficile da decifrare, si trova la sua discendenza: "Concenn figlio di Catell, Catell figlio di Brochmail, Brochmail figlio di Eliseg, Eliseg figlio Guoillauc, e questo Concenn, pronipote di Eliseg, eresse questa pietra in onore di Eliseg, che ottenne il Powys...fuori del potere degli angli con la spada e il fuoco. Tu che ripeti ciò che è scritto, lasciami dare una benedizione allo spirito di Eliseg". Ad Elisedd successe il figlio Brochfael.